# 智利国家自然历史博物馆
智利国家自然历史博物馆（西班牙語：Museo Nacional de Historia Natural）位于圣地亚哥金塔诺马尔公园，是智利的三个国家博物馆之一（另外两个是美术博物馆和国家历史博物馆）。
该馆成立于1830年9月14日，是南美洲最古老的自然历史博物馆之一，由智利政府委托法国科学家克劳德·盖伊创建。最初的内容是生物学和地理学方面，重点是农作物和矿产资源。目前的建筑建于1875年，作为智利国际展览会的展馆。
1906年8月和1927年4月的地震，都对博物馆造成破坏。

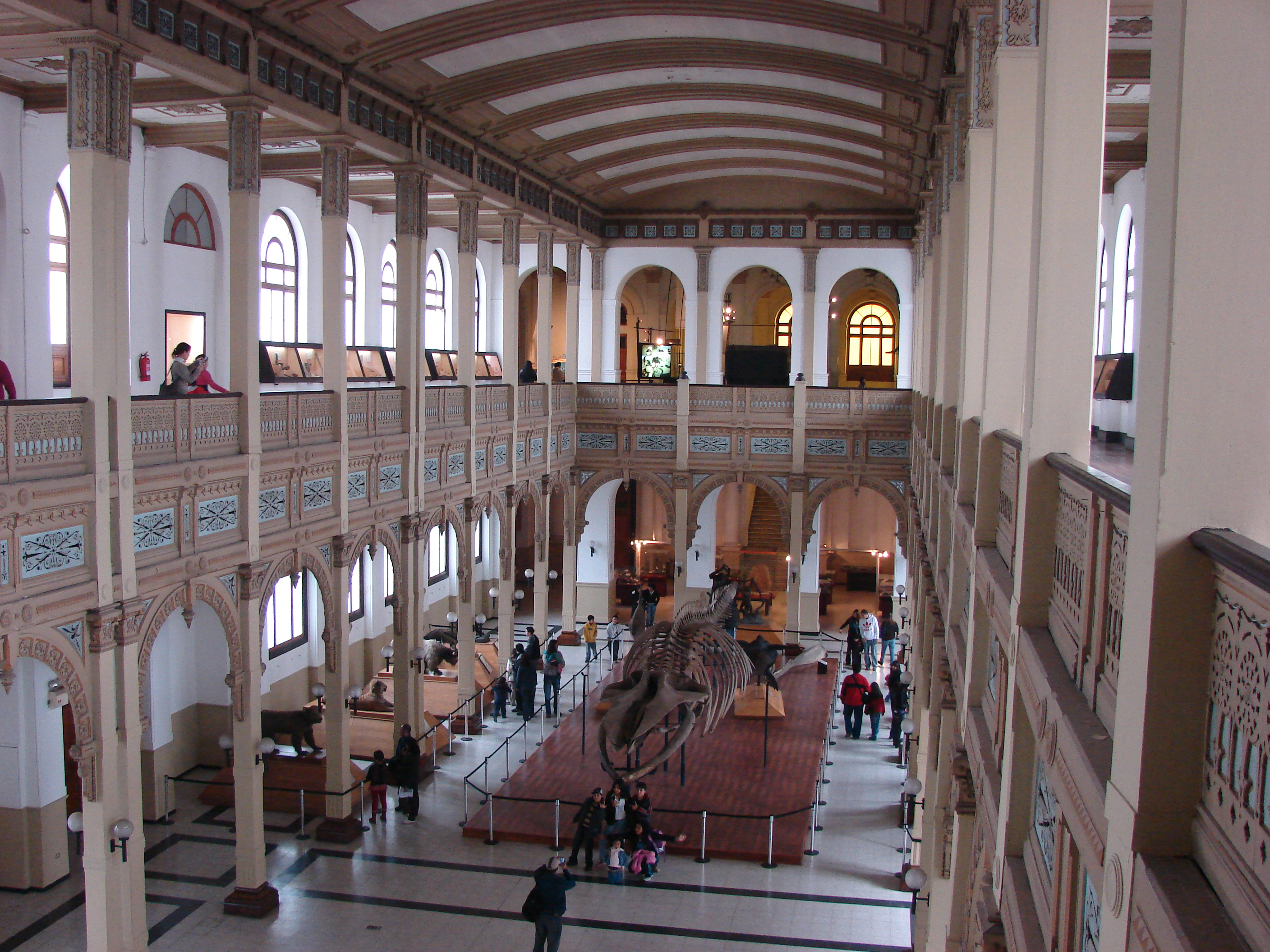

博物馆由文化部的下属机构文化遗产局管理。